# Oliver y su pandilla
Oliver y su pandilla (título original en inglés: Oliver & Company) es una película animada estadounidense producida por Walt Disney Feature Animation y estrenada en los Estados Unidos el 18 de noviembre de 1988 por Walt Disney Pictures. La vigésima séptima película animada de Disney Animation, la película está inspirada en la clásica novela Oliver Twist, de Charles Dickens. En la película, Oliver es un gatito huérfano que se une a Fagin y a su banda de perros callejeros para sobrevivir en las calles de Nueva York. La banda es conformada por Dodger, un maestro moviéndose por la ciudad, y sus amigos Tito, Rita, Einstein y Francis, quienes también son perros. Un día, el pequeño Oliver deja las calles al ser adoptado por Jenny, una niña rica que se lo lleva a su casa, donde vivirá con todas las comodidades. Pero cuando Jenny es secuestrada por el malvado Jefe de Fagin y sus aterroríficos perros malvados, Oliver comprobará el valor de la verdadera amistad al ver cómo toda la banda se pone en marcha para rescatarla. La primera de Buena Vista Pictures Distribution

## Argumento
En la Quinta Avenida, un gatito huérfano llamado Oliver queda abandonado después de que sus compañeros son adoptados por los transeúntes. Mientras deambula por las calles en busca de alguien que lo adopte, Oliver se encuentra con un Jack Russell Terrier relajado llamado Dodger, que ayuda al gatito a robar comida de un vendedor de perros calientes. Dodger luego huye de la escena sin compartir su generosidad con Oliver. Oliver sigue a Dodger por todas las calles hasta que finalmente llega a una barcaza, donde Dodger comparte su comida con una pandilla de compañeros callejeros: el Chihuahua (perro) Tito, el simpático gran danés Einstein, Rita la Saluki, y Francis el bulldog. Oliver se cuela adentro y es descubierto por los perros. Después de un momento de confusión, es recibido con una cálida bienvenida. El dueño de la barcaza, un vagabundo carterista llamado Fagin, está en deuda con Sykes, un nefasto mafioso agente de astilleros y prestamista acompañado por sus leales y malvados doberman: Roscoe y DeSoto. Sykes le da a Fagin un ultimátum de devolver el dinero que había pedido prestado dentro de los tres días bajo la amenaza de violencia inminente.
Fagin y la pandilla, que ahora incluye a Oliver, salen a las calles a la mañana siguiente para llevar a cabo pequeños robos para que Fagin pueda empeñar los bienes robados por dinero. A través de una artimaña teatral, los perros logran detener una lujosa limusina propiedad de la acaudalada familia Foxworth, Jenny, que adopta a Oliver para calmar la soledad provocada por la ausencia de sus padres vacacionistas. Oliver se acomoda en la casa de Jenny, para disgusto de Georgette, el caniche de raza pura pomposa y mimada de la familia Foxworth. Dodger y los demás logran robar a Oliver de la casa de los Foxworth y devolverlo a la barcaza. Allí, Oliver les revela que ya tiene un nuevo hogar, mucho para la molestia de Dodger, diciéndole que estar en la pandilla es su hogar, sin embargo, Oliver les dice que aunque este en su nuevo hogar, el seguirá queriendo a sus amigos. Pero Dodger estaba furioso con Oliver, diciéndole fríamente a este último donde es la salida y que puede irse si es que ya no quiere estar en la pandilla, dejándolo muy triste. Luego, Fagin reconoce por el nuevo collar de Oliver que había sido adoptado por una familia acomodada y decide desesperadamente retener a Oliver por el rescate. Su nota de rescate escrita anónimamente llega a Jenny, quien se propone llevar a Oliver de vuelta al muelle.
Jenny se encuentra con Fagin, quien está sorprendido de que haya estado tratando con una niña. Molesto por su consciencia después de ver a Jenny angustiada por perder a Oliver, Fagin le devuelve a Oliver libremente. Sykes, a quien Fagin había informado del acuerdo de antemano y estaba observando desde las sombras, conduce y secuestra a Jenny, para que sus padres paguen por su rescate y así declarar la deuda de Fagin pagada. Dodger reúne a Oliver y a los otros perros para rescatar a Jenny de Sykes, pero éste y sus dobermans se enfrentan a los animales después de que la liberan. Fagin salva al grupo con su scooter y se produce una persecución por las calles y los túneles del metro. Oliver y Dodger intentan un rescate y luchan contra Roscoe y DeSoto, quienes se caen del auto y mueren electrocutados por el tercer riel del metro. Al final, Sykes muere cuando su auto choca contra un tren que se aproximaba en ese momento. Al día siguiente, Jenny celebra su cumpleaños con los animales, Fagin y el mayordomo de la familia Winston, que recibe una llamada telefónica de los padres de Jenny diciendo que regresarán de Roma al día siguiente. Oliver opta por quedarse con Jenny, pero promete permanecer en contacto con Dodger y su pandilla.

## Personajes
- Oliver: El protagonista principal de la historia, es un adorable gatito atigrado quien se une a la pandilla de Fagin antes de ser adoptado por Jenny. Lo que más quiere Oliver es ser querido y querer pues, como vemos al comienzo, no es adoptado y es abandonado a su suerte. Está basado en el protagonista principal de Oliver Twist.
- Dodger: El coprotagonista de la historia. Es un despreocupado, carismático, y desvergonzado perro de raza Jack Russell Terrier . Se considera un experto de las calles. Él es el líder canino de la pandilla de Fagin y se hace el amigo más cercano de Oliver entre ellos. Está basado en Jack Dawkins, alias El Tramposo Dodger, el niño ladrón en Oliver Twist.
- Fagin: Es un pobre hombre vagabundo quien vive en una casa flotante con sus perros. Él necesita el dinero desesperadamente para reembolsar su deuda con su malvado jefe Sykes. A causa de esto, lo fuerzan a hacer hechos horribles, pero realmente él tiene un corazón de oro. Está basado en Fagin, el Ladrón de Oliver Twist.
- Jennifer "Jenny" Foxworth: Es una adorable niña rica, amable y cariñosa, quien decide cuidar a Oliver. Está basada en Rose Maylie, la joven rica que acoge a Oliver en Oliver Twist.
- Tito: Es un diminuto chihuahua de la pandilla. Tiene mucho carácter para su tamaño, y está loco por Georgette. También es muy hablador. Está basado en Charley Bates, el divertido y hablador mejor amigo de Dodger en Oliver Twist. Su nombre entero es Ignacio Alonso Julio Federico de Tito.
- Georgette: Es una pretenciosa y premiada caniche de la familia Foxworth, quien aborrece la idea de que Oliver sea la nueva mascota de su dueña. Ella es un estereotipo de que los caniches piensan que ellos son "todo". Cuando Tito se muestra atraído por ella, responde al principio con la repulsión. Al final, sin embargo, ella muestra una atracción considerable por él, tanta que, de hecho, decide cambiarle la vida cuando trata de acicalarle.
- Bill Sykes: El antagonista principal de la historia, es un peligroso e insensible hombre mafioso, quien prestó una suma considerable de dinero a Fagin y lo espera de regreso. Está basado en Bill Sikes, el malvado ladrón y el antagonista principal de Oliver Twist.
- Einstein: Es un Gran Danés gris de la pandilla, representando el estereotipo de que el Gran Danés es amigable pero tonto. Su personalidad es opuesta a su nombre.
- Francis: Es un bulldog con un acento británico de la pandilla. Él aprecia el arte y el teatro, y detesta cualquier abreviación a su nombre como "Frank" o "Frankie."
- Rita: Es una saluki, cautivante y atractiva, es la única hembra en la pandilla.
- Winston: Es el mayordomo real de la familia Foxworth.
- Roscoe y DeSoto: Son los fieles y malvados dobermans de Sykes. Roscoe es el líder de la manada de todos los perros de Sykes, mientras que su amigo DeSoto es el más agresivo y el más salvaje de la manada. Los dos parecen tener una larga rivalidad contra Dodger y sus amigos. Están basados en "Bullseye", el bull terrier mascota de Bill Sikes en Oliver Twist.

## Reparto y Doblaje
La versión en español (1988) estuvo a cargo de Javier Pontón. Este doblaje es usado y distribuido en todos los países de habla hispana.
| Inglés: - Joey Lawrence: Oliver - Natalie Gregory: Jenny - Myhanh Tran: Jenny (voz cantada) - Billy Joel: Dodger - Cheech Marin: Tito - Richard Mulligan: Einstein - Roscoe Lee Browne: Francis - Sheryl Lee Ralph: Rita - Ruth Pointer: Rita (voz cantada) - Bette Midler: Georgette - Dom DeLuise: Fagin - Taurean Blacque: Roscoe - Carl Weintraub: DeSoto - Robert Loggia: Sykes - William Glover: Winston - Frank Welker: Louie - Huey Lewis: "Once upon a time in New York City" (Canción) | Español: - Gabriel Jiménez: Oliver - Laura Bustamante: Jenny - Michael Cruz: Dodger - Leonardo Araujo: Tito - Carlos Agostí: Einstein - Jorge García: Francis - Ali Olmo: Rita - Vikki Carr: Georgette - A.C. Peña: Fagin - Edgar Wald: Roscoe - Juan Cuadra: DeSoto - Alejandro Abdalah: Sykes - Victor Mares: Winston - Guillermo Romano: Louie - Manuel Mijares: "Nueva York ciudad de la aventura" (Canción) - Créditos Técnicos: - Estudio de Doblaje: Intersound, Inc., (Hollywood, California, EUA) - Director de Diálogo: Javier Pontón - Traductor/Adaptador: Mireya Villalonga - Doblaje al español producido por: Disney Character Voices International, Inc. |

## Canciones
| Título en inglés                    | Título en español                   | Intérpretes  |
| ----------------------------------- | ----------------------------------- | ------------ |
| "Once Upon a Time in New York City" | "Nueva York, ciudad de la aventura" | Huey Lewis   |
| "Why Should I Worry?"               | "No me preocupo"                    | Billy Joel   |
| "Streets of Gold"                   | "Serás un campeón"                  | Ruth Pointer |
| "Perfect Isn't Easy"                | "La perfección soy yo"              | Bette Midler |
| "Good Company"                      | "Siempre Unidos"                    | Myhanh Than  |

La versión japonesa utiliza "Oliver" de Chami Satonaka como canción ilustrada.

## Estrenos
| País                | Estreno                            |
| ------------------- | ---------------------------------- |
| Estados Unidos      | Viernes, 18 de noviembre de 1988   |
| Argentina           | Jueves, 8 de diciembre de 1988     |
| Brasil              | Viernes, 16 de diciembre de 1988   |
| México              | Domingo, 11 de diciembre de 1988   |
| Reino Unido         | Viernes, 13 de octubre de 1989     |
| España              | Domingo, 25 de diciembre de 1988   |
| Francia             | Miércoles, 29 de noviembre de 1989 |
| Noruega             | Jueves, 30 de noviembre de 1989    |
| Alemania Occidental | Jueves, 30 de noviembre de 1989    |
| Perú                | Viernes, 14 de julio de 1989       |
| Austria             | Viernes, 1 de diciembre de 1989    |
| Italia              | Viernes, 1 de diciembre de 1989    |
| Suecia              | Viernes, 1 de diciembre de 1989    |
| Australia           | Jueves, 14 de diciembre de 1989    |
| Finlandia           | Viernes, 15 de diciembre de 1989   |
| Portugal            | Viernes, 15 de diciembre de 1989   |
| Países Bajos        | Viernes, 22 de diciembre de 1989   |
| Hong Kong           | Jueves, 18 de enero de 1990        |
| Irlanda             | Viernes, 23 de marzo de 1990       |
| Hungría             | Jueves, 5 de abril de 1990         |
| Japón               | Sábado, 21 de julio de 1990        |

## Premios
Premios Globo de Oro
| Año  | Categoría              | Por                                  | Resultado |
| ---- | ---------------------- | ------------------------------------ | --------- |
| 1988 | Mejor canción original | No me preocupo (Why Should I Worry?) | Nominado  |

## Recepción
Rotten Tomatoes reportó que el 50% de los críticos le dio a la película críticas positivas con base en 48 reseñas con un promedio de 5.4/10. Su consenso dice: "Predecible y pesada, Oliver & Company no es una de las mejores de Disney, aunque su colorido reparto de personajes puede ser suficiente para entretener a los espectadores buscando un poco de aventura."
En el programa de televisión, Siskel & Ebert, Gene Siskel le dio a la película dos pulgares abajo. Siskel declaró: "Cuando mides ésta película con el legado de clásicos de la compañía, no encaja" mientras se quejó de que "la historia es demasiado fragmentada... por que la historia de Oliver queda demasiado de lado en la historia de la película de tal manera que se vuelve compleja, muy calculada para el público de Bette Midler y Billy Joel además de los pequeños." Roger Ebert le dio a la película unos "púlgares arriba marginales" ya que describió la película como "inocente, inofensiva".

## Título en diferentes idiomas
- Alemán: Oliver & Co.
- Chino: 奥丽华历险记
- Coreano: 올리버와 친구들
- Danés: Oliver & Co.
- Español: Oliver y su pandilla
- Finlandés: Oliver ja kumppanit
- Francés: Oliver et compagnie
- Griego: Ο Όλιβερ και η παρέα του (O Oliver kai i parea tou)
- Hebreo: אוליבר וחבורתו
- Inglés: Oliver & Company
- Islandés: Óliver og félagar
- Japonés: オリバー ニューヨーク子猫ものがたり (Oribā Nyū Yōku Koneko Monogatari) (La Historia de Oliver, un gatito de New York)
- Noruego: Oliver og gjengen
- Polaco: Oliver i spółka
- Portugués: Oliver e sua Turma (Brasil) Oliver e seus Companheiros  (Portugal)
- Ruso:  Оливер и компания (Oliviér i kompaniia)
- Sueco: Oliver & Gänget
- Tailandés: เหมียวน้อยโอลิเวอร์กับเพื่อนเกลอ]